# Anoplotrupes
Anoplotrupes — род жуков из подсемейства Geotrupinae, семейства навозники-землерои.

## Систематика
Род включает всего три вида.

## Перечень видов
- Anoplotrupes balyi (Jekel, 1866)
- Anoplotrupes hornii (Blanchard, 1888)
- Anoplotrupes stercorosus (Hartmann in L.G.Scriba, 1791)